# 丰乐镇 (集贤县)
丰乐镇，是中华人民共和国黑龙江省双鸭山市集贤县下辖的一个乡镇级行政单位。

## 行政区划
丰乐镇下辖以下地区：
长发社区、卫东村、东升村、东风村、奋斗村、兴发村、太复村、永强村、太联村、太乐村、永丰村、太城村、太丰村、庆丰村、太华村、新立村和太源村。